# Мать/Андроид
«Мать/Андроид» (англ. Mother/Android) — художественный фильм режиссёра Маттсона Томлина. В главных ролях: Хлоя Грейс Морец, Элджи Смит и Рауль Кастильо.

## Сюжет
Во время восстания андроидов Джорджия и Сэм отправляются в вынужденное путешествие, чтобы покинуть страну. Незадолго до родов Джорджии им придется пересечь покинутую территорию, где власть захватили андроиды.

## В ролях
- Хлоя Грейс Морец — Джорджия
- Элджи Смит — Сэм
- Рауль Кастильо — Артур
- Стив М. Робертсон — пленник (Стив Робертсон)
- Оскар Уолберг — Деррик
- Кейт Аваллоне — доктор Хау
- Оуэн Бурк — офицер Нортон
- Хосе Ганз Алвес — мужчина с дробовиком
- Дэвид Прайдмор

## Производство
В сентябре 2020 года Хлоя Грейс Морец присоединилась к актёрскому составу фильма, режиссёром которого стал Маттсон Томлин.
Съёмки начались в сентябре 2020 года.

## Релиз
10 марта 2021 года сервис Hulu приобрёл права на распространение фильма в США. Премьера состоялась 17 декабря 2021 года.